# Minona baltica
Minona baltica är en plattmaskart som beskrevs av Tor Karling och Kinnander 1953. Minona baltica ingår i släktet Minona och familjen Monocelididae. Inga underarter finns listade i Catalogue of Life.